# 塑料工程
塑料工程（英語：plastics engineering）包含塑膠產品的加工、設計、開發和製造。塑料為半液態的聚合物材料，具有可塑性和流動性。塑料工程包含塑料材料和塑料機械。塑料機械是塑料加工產業對於各種機械和設備的總稱。塑料材料的本質給工程師帶來了獨特挑戰。塑料的機械性質通常難以量化，塑料工程師必須設計出符合特定規格的產品，同時將成本降至最低。塑料工程師必須解決的其他性能包括：戶外耐候性、熱性能，如上限使用溫度、電氣性能、阻隔性能和耐化學侵蝕性等。
與大多數工程學科一樣，塑料工程產品的經濟性是主要的評估重點。塑料材料的成本範圍從大量生產的消費品中所使用的最便宜的大宗塑料到非常昂貴的特種塑料。塑料產品的成本以不同的方式測量，而塑料材料的絕對成本是難以確定的。成本通常以每磅材料的價格或每單位材料的價格來衡量。然而，在許多情況下，產品符合某些規格是很重要的，然後可以以單位的價格來衡量成本。加工價格往往很重要，因為一些材料需要在很高的溫度下加工，增加了零件需要的冷卻時間。在大型生產中，冷卻時間非常昂貴。
一些塑料是由再循環材料製造的，但是它們在工程中的用途往往是有限的，因為製劑的一致性和它們的物理性質往往不太一致。2003年，電器和電子設備與機動車市場共佔工程塑料需求的58％ （页面存档备份，存于）。2007年，美國的工程塑料需求估計為97.02億美元。
塑料工程師面臨的一個巨大挑戰是減少其產品的生態足跡；如Vinyloop過程可以保證產品的一次能源需求比傳統生產的PVC低46％。全球暖化潛勢降低了39％。